# Alexander W. Buel
Alexander Woodruff Buel (* 13. Dezember 1813 in Castleton, Vermont; † 19. April 1868 in Detroit, Michigan) war ein US-amerikanischer Politiker. Zwischen 1849 und 1851 vertrat er den Bundesstaat Michigan im US-Repräsentantenhaus.

## Werdegang
Alexander Buel besuchte die öffentlichen Schulen in Poultney und danach bis 1830 das Middlebury College. Anschließend war er als Lehrer tätig. Nach einem Jurastudium und seiner 1835 erfolgten Zulassung als Rechtsanwalt begann er in Detroit, wohin er inzwischen gezogen war, in seinem neuen Beruf zu arbeiten. Im Jahr 1837 wurde er juristischer Vertreter dieser Stadt. Gleichzeitig begann er als Mitglied der Demokratischen Partei eine politische Laufbahn. In den Jahren 1838 und 1848 saß er als Abgeordneter im Repräsentantenhaus von Michigan, dessen Präsident er im Jahr 1848 als Nachfolger von George Washington Peck war. Zwischen 1843 und 1846 war Buel Staatsanwalt im Wayne County.
Bei den Kongresswahlen des Jahres 1848 wurde er im ersten Wahlbezirk von Michigan in das US-Repräsentantenhaus in Washington, D.C. gewählt, wo er am 4. März 1849 die Nachfolge von Robert McClelland antrat. Da er bei den Wahlen des Jahres 1850 gegen Ebenezer J. Penniman von der Whig Party verlor, konnte er bis zum 3. März 1851 nur eine Legislaturperiode im Kongress absolvieren. Nach seinem Ausscheiden aus dem US-Repräsentantenhaus arbeitete Buel wieder als Anwalt. In den Jahren 1859 und 1860 war er noch einmal Abgeordneter im Staatsparlament. Zwischen September 1860 und März 1861 fungierte er als Posthalter in Detroit. Alexander Buel starb am 19. April 1868 in Detroit. Er war mit Mary Ann Ackley verheiratet, mit der er vier Töchter hatte.